# Jan Wrzesiński
Jan Wrzesiński – polski biochemik, pracownik naukowy Instytutu Chemii Bioorganicznej PAN, gdzie pracuje w Zakładzie Biochemii Rybonukleoprotein, a wcześniej w Zakładzie Biochemii RNA. 

## Życiorys
W 1991 r. na Wydziale Chemii UAM obronił rozprawę doktorską pt. Badania struktury przestrzennej i właściwości katalitycznych cząsteczek tRNA specyficznych dla metioniny, którą wykonał pod kierunkiem prof. Włodzimierza Krzyżosiaka. Stopień doktora habilitowanego nauk chemicznych uzyskał w 2008 r. w Instytucie Chemii Bioorganicznej PAN na podstawie pracy pt. Oddziaływanie cząsteczek RNA z jonami metali. Struktura motywów RNA wiążących wybrane jony metali oraz ich wpływ na aktywność katalityczną rybozymów delta. W 2023 został odznaczony Złotym Krzyżem Zasługi.